# سیدای نسفی
سیدای نَسَفی از شهرآشوب‌سرایان فارسی‌زبان ماوراءالنهر است. با این حال نسبتاً گمنام بوده (حداقل در بین ایرانیان) و نام وی در شمار شهرآشوب سرایان ذکر نمی‌شود؛ در حالی که از لحاظ تعدد و تنوع شغل‌ها و صنایع اشاره‌شده در اشعارش، ظاهراً بالاترین مرتبه را در بین شاعران شهرآشوب‌سرا دارد و نیز به حرفه‌هایی اشاره کرده که دیگر شعرا از آن‌ها غافل بوده‌اند.
کلیات اشعار سیدا دارای ۸۴۲۲ بیت است و موارد ذیل را در می‌گیرد:
- قصاید
- مثنویات به طرز مناجات
- در صفت شهر بخارا (در قالب مثنوی)
- در تعریف چهارباغ (در قالب مثنوی)
- مثنویات
- مسدس واسوخت (در قالب ترکیب‌بند)
- مخمسات (در قالب مسمط)
- غزلیات
- رباعیات
- بهاریات
- شهرآشوب

## معرفی
میرعابد متخلص به سیّدا در نَسَف یا کرشی (قرشی) کنونی از توابع بخارا زاده شد و در شهر بخارا پرورش یافت. عبدالغنی میرزایف با مراجعه به منابع مختلف بر این نظر است که سیدا در اواخر نیمهٔ نخست سدهٔ هفدهم میلادی چشم به جهان گشوده است.
ملیحای سمرقندی تذکره‌نویس معاصر سیدا، او را در سال ۱۶۷۸ دیده و از نوشته‌های وی می‌توان تخمین زد که سیدا در آن هنگام، سی و هفت یا سی و هشت ساله بوده و احتمالاً بین سال‌های ۱۶۳۶-۱۶۳۸ متولد شده‌است.
سیدا تا سال ۱۶۷۰ با یاری پیشه‌وران بخارا به تحصیل پرداخته و اغلب اشعار خود را در دوره‌ای نسبتاً آرام سروده است. وی از دوران کودکی به ادبیات و خصوصاً شعر علاقه نشان داده و پیوسته به مطالعه نوشته‌ها و سروده‌های گذشتگان و معاصران خود می‌پرداخته است. در روزگار وی اشعار صائب تبریزی به ماوراءالنهر راه یافته و شعرای آن دیار با وی و سروده‌هایش آشنا بوده‌اند. بدین جهت سیدا تحت تأثیر کلام صائب قرار گرفته، غزلیاتی از او را در مخمسات خود تضمین کرد.
چون سیدا به ظرافت سخن و نوپردازی تمایل داشت، اشعار نمایندگان سبک هندی با طبع و ذوق او 
موافق افتاد و این سبک را پذیرفت و همچنان که در اشعار وی نمایان است، به خوبی از عهدهٔ شعرگویی به این سبک برآمده است. با این حال سیدا خیال‌پردازی و مغلق‌گویی و ذوق‌آزمایی را تنها هدفش قرار نداد؛ بلکه او در سروده‌هایش متوجه اوضاع اجتماعی بود؛ از این رو نمایندهٔ کامل شعر اصنافی به شمار می‌رود. سیدا اشعارش را برای مردمی می‌سرود که محبوبیت بسیار در میان آنان داشت و همواره از یاری و حمایت آنان برخوردار بود.

## مذهب او
سیدا همچون اغلب ساکنان ماوراءالنهر بر مذهب اهل تسنن بود. گرچه به سبب علاقه‌اش به خاندان محمد قصیده‌ای ۳۰ بیتی در ستایش علی بن موسی‌الرضا دارد که با این بیت آغاز می‌شود:
| زهی از طوطی نطقت، مرصّع بال گویایی |  | گرفته منشی یونان ز تو منشور دانایی |

و در قصیده‌ای دیگر پس از بیت زیر:
| حامی اسلام دین یعنی ابوبکر و عمر |  | حضرت عثمان و حیدر سرور اهل یقین |

گفته است:
| نور چشم احمد مرسل حسین است و حسن       |  | قره‌العین علی شهزاده زین‌العابدین    |
| تا به مهدی آل و اصحاب تو از خرد و بزرگ |  | فاضل و دانا و کامل، طیبین و طاهرین |

سیدا همچنین به طریقت نقشبندیه ارادت داشته و چند قصیده در ستایش خواجه بهاءالدین نقشبند (۷۹۱ ق.) از بزرگان نقشبندیه و مروج این طریقت در ترکستان سروده است.

## اوضاع اجتماعی دوران حیات سیدا
اواخر قرن هفده و اوایل سده هجدهم از سخت‌ترین دوره‌های تاریخ مردم تاجیک یعنی دوران حکومت اشترخانی‌هاست. در آن زمان ظلم و چپاولگری کارگزاران حکومت و مالکین به نهایت رسیده بود و مردم بر اثر کشمکشها و جنگهای متعدد دچار فقر و بدبختی می‌شوند. سیدا در یکی از اشعارش به این امر اشاره کرده و چنین سروده است:
| فلک به قامت پیر خمیده می‌ماند      |  | جهان به دیههٔ تاراج‌دیده می ماند |
| ز بس که اهل جهان خون یکدگر خوردند |  | سر سپهر به نار مکیده می‌ماند    |

زندگی نسبتاً آرام سیدا در اواخر عمرش دچار آشفتگی می‌شود؛ اما با وجود تنگدستی و دشواری امرار معاش، وی عزت نفس خود را نگه داشته، از حاکمان زمانه تقاضای کمک نمی‌کند و از راه بافندگی روزگار می‌گذراند. سیدا در باره تهیدستی و اشتغالش به بافندگی چنین گفته است:
| بهر روزی می‌کنم بافندگی چون عنکبوت     |  | خانه همچون دارباز از ریسمان باشد مرا |
| می‌کنم نظاره نعمتها و حسرت می‌خورم      |  | تنگدستم روزیی دور از دهان باشد مرا   |
| گشته‌ام از فاقه همچون تیر بی‌پر گوشه‌گیر |  | خانه‌های خشک و خالی چون کمان باشد مرا |

سیدا در آن حال تصمیم به جلای وطن و عزیمت به هندوستان می‌گیرد؛ اما ضعف پیری و تنگدستی او را از این کار بازمی‌دارد و به روزگار فرمانروایی عبیدالله خان (بین سال‌های ۱۷۰۷ تا ۱۷۱۱) در نهایت فقر چشم از جهان فرومی‌بندد.

## توضیحات
1. ↑  سیدا و مقام او در تاریخ و ادبیات تاجیک
2. ↑  مذاکرالاصحاب
3. ↑  سیدا همچنین از حافظ، عبدالرحمن جامی، بیدل، وحشی بافقی و دیگران تضمین کرده است.
4. ↑  شیعیان ماوراءالنهر در اقلیتند و بیشتر در نواحی کوهستانی تاجیکستان ساکنند.
5. ↑  ديهه: ديه، ده
6. ↑  دارباز: كسی كه بر روی طنابی- كه بالاتر از سطح زمين به دو نقطه، محكم بسته شده- راه می‌رود يا جست و خيز میكند.
7. ↑  تهيدستی
8. ↑  تشبيه خانهٔ خالی شاعر به خانهٔ كمان. خانهٔ كمان به قسمتی از كمان ميان دستگيره و سر كمان گفته می‌شده است.